# Sitticus morosus
Sitticus morosus là một loài nhện trong họ Salticidae.
Loài này thuộc chi Sitticus. Sitticus morosus được Richard C. Banks miêu tả năm 1895.